# Stegelskäret
Stegelskäret är en ö i Finland. Den ligger i Norra kvarken och i kommunen Korsholm i den ekonomiska regionen  Vasa i landskapet Österbotten, i den västra delen av landet. Ön ligger omkring 12 kilometer väster om Vasa och omkring 380 kilometer nordväst om Helsingfors.
Öns area är 5,1 hektar och dess största längd är 320 meter i sydväst-nordöstlig riktning.